# Sotto la luna
Sotto la luna è un film per la televisione del 1998, diretto da Franco Bernini.